# Томаталь
Томаталь (нем. Thomatal) — коммуна (нем. Gemeinde) в Австрии, в федеральной земле Зальцбург. 
Входит в состав округа Тамсвег.  Население составляет 347 человек (на 31 декабря 2005 года). Занимает площадь 75,6 км². 

## Политическая ситуация
Бургомистр коммуны — Фалентин Кёниг (местный блок) по результатам выборов 2004 года.
Совет представителей коммуны (нем. Gemeinderat) состоит из 9 мест.
- местный блок: 5 мест.
- АПС занимает 4 места.